# زاک ویلیامز (بازیکن فوتبال ولزی)
زاک ویلیامز (انگلیسی: Zac Williams؛ زادهٔ ۲۷ مارس ۲۰۰۴) بازیکن فوتبال اهل ولز است.